# Circondario di Bobbio
Il circondario di Bobbio era uno dei circondari in cui era suddivisa la provincia di Pavia tra il 1859 e il 1923.

## Storia

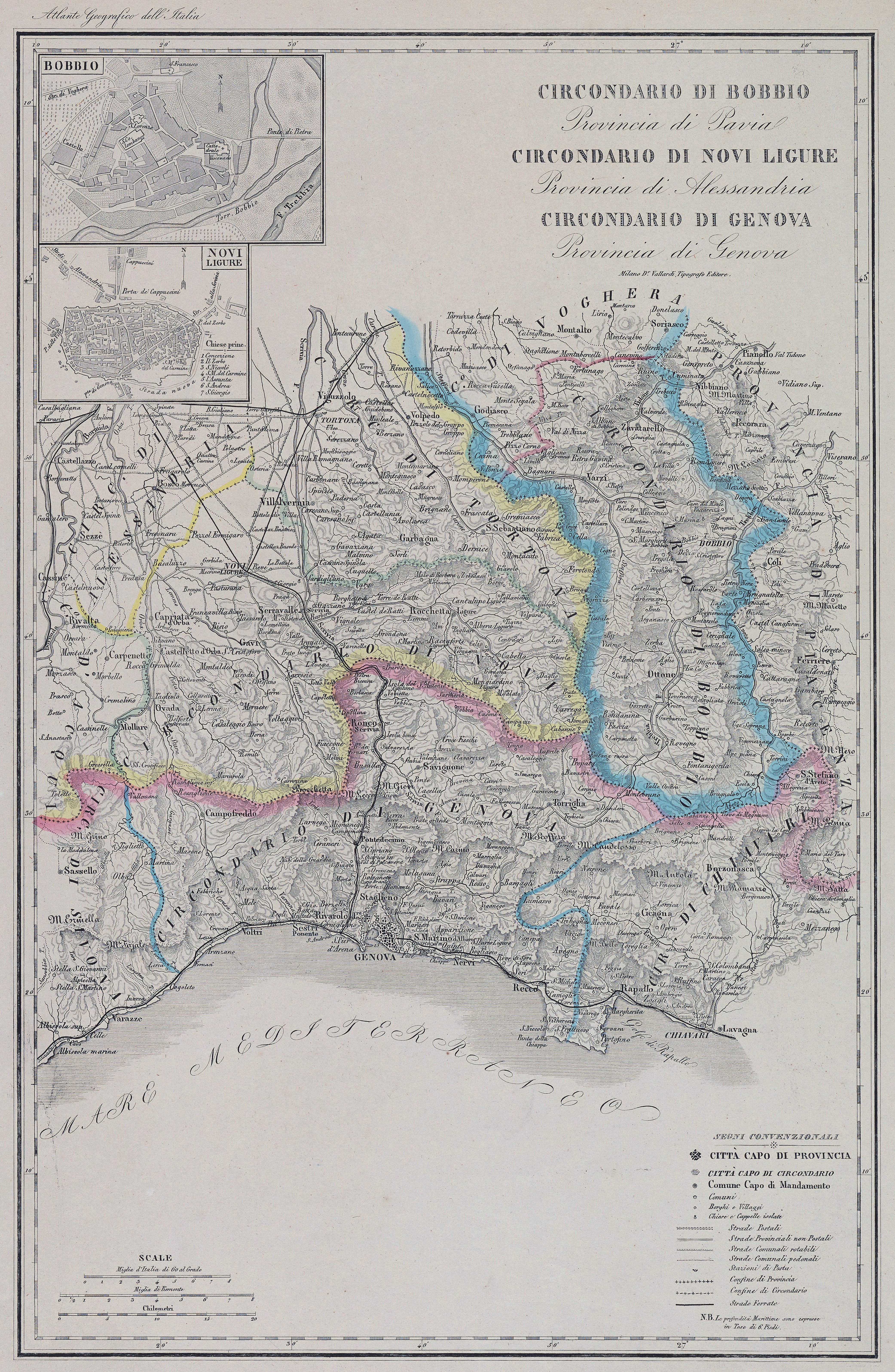
Il Circondario di Bobbio (Milano Dr. Vallardi, Tipografo Editore, 1868 circa)

In seguito all'annessione della Lombardia dal Regno Lombardo-Veneto al Regno di Sardegna (1859), fu emanato il decreto Rattazzi, che riorganizzava la struttura amministrativa del Regno, suddiviso in province, a loro volta suddivise in circondari.
Il circondario di Bobbio fu creato come suddivisione della provincia di Pavia; il territorio corrispondeva a quello della soppressa provincia di Bobbio del Regno di Sardegna, appartenuta alla Divisione di Genova.
Con l'Unità d'Italia (1861) la suddivisione in province e circondari fu estesa all'intera Penisola, lasciando invariate le suddivisioni stabilite dal decreto Rattazzi.
Il circondario di Bobbio fu abolito nel 1923, nell'ambito di una generale riduzione dei circondari. I comuni che lo componevano furono così spartiti:
- alla provincia di Genova (circondario di Genova) i comuni di Fascia, Fontanigorda, Gorreto, Rondanina e Rovegno
- alla provincia di Pavia (circondario di Voghera) i comuni di Bagnaria, Cella di Bobbio, Fortunago, Menconico, Pregola, Sagliano di Crenna, Sant'Albano di Bobbio, Santa Margherita di Bobbio, Val di Nizza, Valverde, Varzi
- alla provincia di Piacenza (circondario di Piacenza) i comuni di Bobbio, Caminata, Cerignale, Corte Brugnatella, Ottone, Romagnese, Ruino, Trebecco, Zavattarello e Zerba

Nel 1925 i comuni assegnati alla provincia di Piacenza, più Coli e Pecorara, avrebbero formato il nuovo circondario di Bobbio.

## Geografia antropica

### Suddivisioni amministrative
Nel 1863, la composizione del circondario era la seguente:
- mandamento I di Bobbio
  - Bobbio; Corte Brugnatella; Pregola; Romagnese
- mandamento II di Ottone
  - Cerignale; Fascia; Fontanigorda; Gorreto; Ottone; Rondanina; Rovegno; Zerba
- mandamento III di Varzi
  - Bagnaria; Cella; Menconico; Pietra Gavina; Sagliano di Crenna; Santa Margherita; Val di Nizza; Varzi
- mandamento IV di Zavatterello
  - Caminata; Fortunago; Ruino; Sant'Albano di Bobbio; Trebecco; Valverde; Zavatterello